# アレッサンドロ・ザノーリ
アレッサンドロ・ザノーリ（Alessandro Zanoli, 2000年10月3日 - ）は、イタリア・カルピ出身のサッカー選手。SSCナポリ所属。ポジションはディフェンダー。

## 経歴

### クラブ
出身地カルピのサッカークラブであるカルピFC1909の下部組織で育ち、2018年にレンタルでSSCナポリの下部組織に加入。その後、完全移籍でナポリの一員になった。
2020年9月22日、セリエCのFCレニャーゴ・サルスに1年間の期限付き移籍で加入した。9月26日に行われた開幕節のヴィス・ペーザロ・ダル1898戦で先発しプロデビューすると、続く10月4日の第2節ラヴェンナFC戦でプロ初得点を決めた。
2021-22シーズンはナポリに戻りトップチームの一員となると、9月20日にアウェイで行われた第4節ウディネーゼ・カルチョとの試合で、4-0で勝ち越しているなか後半41分にマリオ・ルイに代わってピッチに入り、セリエAにデビュー。11月4日のUEFAヨーロッパリーググループステージ第4節のアウェイでのレギア・ワルシャワ戦で3-1と勝ち越しているなか、後半38分からアンドレア・ペターニャに代わって出場し、ヨーロッパの舞台にもデビューした。2022年4月3日のセリエA第31節アタランタBC戦でナポリでの初先発を飾ったが、2000年代生まれの選手が先発出場するのはナポリにとって初の出来事であった。
2023年1月7日、UCサンプドリアにシーズン終了までの期限付き移籍で加入した。
2024年1月17日、USサレルニターナ1919にシーズン終了までの期限付き移籍で加入した。
2024年7月11日、ジェノアCFCに一定の条件が達成された場合に買い取り義務が発動する期限付き移籍で加入した。

### 代表
2022年5月20日、イタリア代表を率いるロベルト・マンチーニは24日から26日にかけてコヴェルチャーノで行う若手選手のトレーニングキャンプに参加する53名を発表。ザノーリもそのメンバーに選出された。
2022年5月27日、U-21イタリア代表に初選出された。6月6日にアウェイで行われたUEFA U-21欧州選手権2023予選のU-21ルクセンブルク代表との試合で、3-0で勝ち越しているなか後半15分からアンドレア・カンビアーゾに代わってピッチに入りデビューした。